# Diplazium gillespiei
Diplazium gillespiei är en majbräkenväxtart som först beskrevs av Edwin Bingham Copeland och som fick sitt nu gällande namn av Masahiro Kato.
Diplazium gillespiei ingår i släktet Diplazium och familjen Athyriaceae. Inga underarter finns listade i Catalogue of Life.